# Kategoria e Parë (1957)
Sezon 1957 był 20. sezonem Mistrzostw Albanii w piłce nożnej. W rozgrywkach brało udział 8 zespołów. Sezon rozpoczął się 10 marca, a zakończył 3 lipca 1957. Tytułu nie obroniła drużyna Dinamo Tirana. Nowym mistrzem Albanii został zespół Partizani Tirana. Tytuł króla strzelców zdobył Refik Resmja, który w barwach klubu Partizani Tirana strzelił 11 goli. 

## Tabela końcowa
|   | Klub             | M  | W  | R | P  | B+ | B- | Pkt | Uwagi               |
| 1 | Partizani Tirana | 14 | 10 | 3 | 1  | 28 | 7  | 23  | Baraż o mistrzostwo |
| 2 | Dinamo Tirana    | 14 | 11 | 1 | 2  | 33 | 8  | 23  | Baraż o mistrzostwo |
| 3 | Puna Korçë       | 14 | 7  | 3 | 4  | 17 | 15 | 17  |                     |
| 4 | Puna Tiranë      | 14 | 5  | 6 | 3  | 22 | 17 | 16  |                     |
| 5 | Puna Vlorë       | 14 | 4  | 4 | 6  | 20 | 28 | 12  |                     |
| 6 | Puna Durrës      | 14 | 5  | 1 | 8  | 25 | 23 | 11  |                     |
| 7 | Puna Kavajë      | 14 | 3  | 2 | 9  | 16 | 35 | 8   | Baraż o utrzymanie  |
| 8 | Spartaku Tirana  | 14 | 0  | 2 | 12 | 6  | 34 | 2   | Spadek              |

## Baraż o mistrzostwo
- Tirana:
Partizani Tirana - Dinamo Tirana 3 - 1

Mistrzem Albanii został zespół Partizani Tirana.

## Baraż o awans/utrzymanie
- Berat:
Puna Berat - Puna Kavajë 2 - 0
- Kavajë:
Puna Kavajë - Puna Berat 3 - 1

- Berat:
Puna Berat - Puna Kavajë 1 - 4

Zespół Puna Kavajë utrzymał się w 1. lidze.